# Thank God You're Here
Thank God You're Here é um programa de televisão australiano humoristico de improvisação lançado em 5 de abril de 2006 criado pela Working Dog Productions. O programa foi exibido originalmente pelo canal Network Ten até 2006 quando foi relançado em 2009 pela Seven Network sendo exibido até 8 de julho de 2009.
Cada episódio envolve artistas que apresentam através de uma porta uma situação desconhecida, saudado pela linha "ainda bem que você chegou!". Eles, então, tiveram de improvisar o seu caminho através da cena. No final de cada episódio um vencedor foi anunciado. Foi o show mais bem sucedido na Austrália de 2006, atraindo uma média de 1,7 milhões de espectadores após os primeiros episódios.
O show é apresentado por Shane Bourne, e é julgado por Tom Gleisner. O formato foi vendido para a recreação em um número de países.

## Distribuição
O formato foi vendido para a FremantleMedia para a distribuição mundial e foi posteriormente vendida para a criação em 18 países, incluindo os Estados Unidos.
Em Portugal, o programa foi exibido sob o nome Ainda Bem que Apareceste em outubro de 2008 pelo canal RTP1 e apresentado por Virgílio Castelo.
No Brasil, o SBT registrou o nome do programa Ainda Bem Que Você Chegou em 2013, que se refere ao nome do programa Thank God You're Here.